# Pendraig
Pendraig (лат.) — род примитивных хищных динозавров из надсемейства целофизоид клады теропод. Описан в 2021 году. Представлен единственным видом — Pendraig milnerae. Остатки динозавра обнаружены в триасовых отложениях Южного Уэльса. Является древнейшим хищным динозавром, найденном на территории современной Великобритании.

## Этимология
Название рода образовано сочетанием валлийских слов pen — «вождь» и draig — «дракон», что буквально означает «главный дракон» и использовалось в переносном смысле в средневековом валлийском языке для обозначения «главного воина». Англизированная форма являлась эпитетом Утера Пендрагона, легендарного короля бриттов и отца короля Артура. Видовое название дано в честь Анджелы Милнер (Angela Milner; 1947—2021) в знак признания её большого вклада в палеонтологию позвоночных (в том числе в качестве одного из ведущих экспертов по окаменелостям британских тероподовых динозавров), а также вклада в Музей естествознания Лондона, где хранится типовой образец рода.

## История находки
В 1952 году на территории карьера в округе Вейл-оф-Гламорган (Южный Уэльс), где обнаружено большое количество окаменелостей, были также найдены остатки небольшого теропода. В 1983 году они были описаны в диссертации Дайана Уорренера (Diane Warrener) и приписаны представителю целурозавров, группе небольших по размеру теропод (в традиционном её понимании на тот момент). В 2000 году этот ископаемый материал был повторно описан Оливером Раухутом (Oliver Rauhut) и отнесён к роду Syntarsus (в настоящее время целофиз) с указанием на его близкое родство к Megapnosaurus rhodesiensis и Procompsognathus. В 2010 году Питер Гальтон (Peter Galton) повторно причислил его к целофизу. В 2018 году сообщалось об утрате экземпляра из коллекции Музея естественной истории в Лондоне, однако позднее они были обнаружены в ящике с костями ископаемого крокодила сотрудниками музея Анджелой Милнер и Сюзанной Мейдмент. В 2021 году на основании более детального изучения группа палеонтологов во главе со Штефаном Шпикманом (Stephan N. F. Spiekman) ввели в систематику новые род и вид Pendraig milnerae.

## Описание

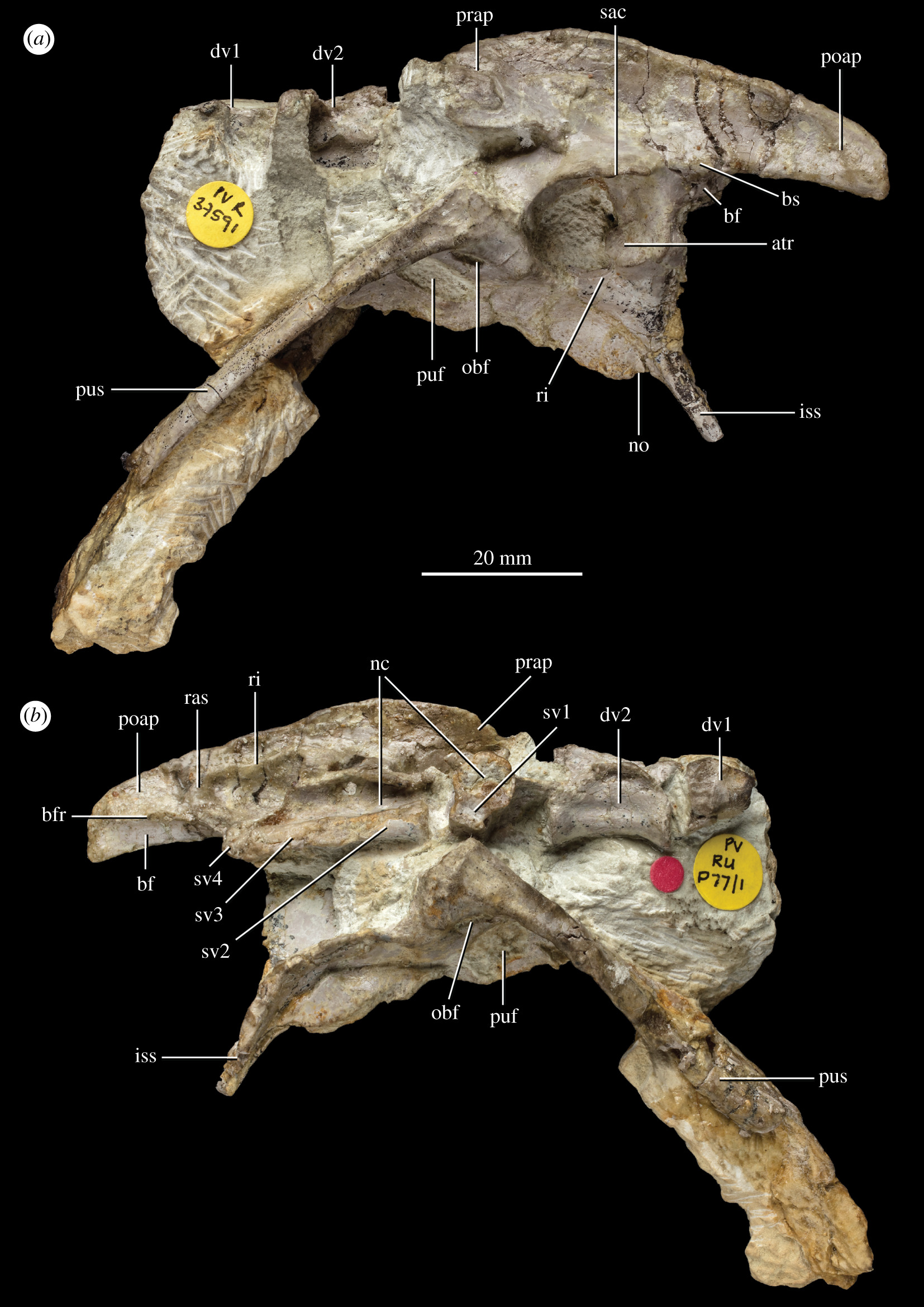
Тазовые кости голотипа

Pendraig milnerae — относительно небольшой хищный динозавр; общая длина тела которого оценивается примерно в 1 метр. Морда узкая, удлинённая. Подобный внешний вид был характерен для рептилий позднего триаса (около 210—201 млн лет назад) и раннего юрского периода (около 201—190 млн лет назад). Предполагается, что фауна Южного Уэльса и другие близлежащие экосистемы позднего триаса-ранней юры, могли быть подвержены островной карликовости. Тем не менее детальный анализ не дал однозначных доказательств того, что данный вид действительно был подвержен карликовости. Считается, что его небольшой размер может быть связан с тем, что кости принадлежат подростковой особи. Взрослое животное могло вырасти больше, чем образец, обнаруженный в Уэльсе, но эту версию можно будет подтвердить, только если удастся найти других представителей того же вида.

### Скелет
Голотип, NHMUK PV R 37591, был найден в геологических слоях, которые вероятно сформировались в течение триаса, и могут быть датированы норийским ярусом (около 214,7 миллиона лет), либо более молодым рэтским ярусом (около 201,3 миллиона лет). Он состоит из частичного скелета без черепа. Сохранились два задних спинных позвонка, четыре крестцовых позвонка, таз (без правой подвздошной кости) и левая бедренная кость. Имеются дополнительные образцы: NHMUK PV R 37596, изолированный средний или задний спинной позвонок; NHMUK PV R 37597, частичная левая седалищная кость более крупной особи, чем голотип. Дополнительная контрплита, содержащая часть седалищной кости NHMUK PV R 37597, была описана в 1983 году, однако в настоящее время образец не может быть найден в запасниках музея. То же самое относится и к другому материалу, описанному и проиллюстрированному в 1983 году, включая фаланги, коготь и возможно плюсневую кость. Поскольку эти элементы не обладают диагностическими признаками теропод, в настоящее время нет достаточных оснований для однозначного отнесения этого материала к P. milnerae.
Ограниченность материала, который в настоящее время относится к P. milnerae, не дает возможности определить и индивидуальный возраст голотипа. Нет никаких характеристик, однозначно указывающих на незрелость или же зрелость скелета. Сравнение скелета по матрице оценки зрелости, которая была составлена для ранних теропод (Coelophysis bauri и M. rhodesiensis) и архозавра (Asilisaurus kongwe) указывает на то, что голотип P. milnerae вероятно является не полностью зрелым.

### Отличительные особенности
При изучении скелета были выявлены ряд отличительных черт, позволившие выделить находку в новый род и вид. Некоторые из них являются аутапоморфиями — уникальными особенностями, по которым диагностируется вид:
- Задний край постацетабулярного отростка подвздошной кости образует острый угол, приблизительно 65°, при виде сбоку.
- Изолированный спинной позвонок отличается от такового других ранних неотеропод отсутствием дополнительного сочленения, называемого hyposphene-hypantrum и наличием расширения передней части остистого отростка.

К дополнительным отличительный чертам, не являющимися уникальными относятся: задние спинные позвонки с сильно удлинённым центром (длина центра примерно в 2,6 раза превышает высоту его передней суставной поверхности); лобковая кость с лобковым отверстием (pubic fenestra); седалищная кость с хорошо развитой запирательной пластиной (obturator plate); бедренная кость с хорошо развитым четвёртым вертелом.

## Систематика
Филогенетический анализ, выполненный авторами описания, помещает новый род в надсемейство целофизоид, в политомию с Powellvenator, Lucianovenator и кладами содержащих «Syntarsus» kayentakatae и целофизид. Ниже представлена кладограмма, построенная в результате данного анализа:
|  | Zupaysaurus                                                 |
|  |                                                             |
|  | \| \| Dilophosaurus \| \| \| \| \| \| Averostra \| \| \| \| |
|  |                                                             |
|  | Dilophosaurus                                               |
|  |                                                             |
|  | Averostra                                                   |
|  |                                                             |

|  | Dilophosaurus |
|  |               |
|  | Averostra     |
|  |               |

|  | Zupaysaurus                                                 |
|  |                                                             |
|  | \| \| Dilophosaurus \| \| \| \| \| \| Averostra \| \| \| \| |
|  |                                                             |
|  | Dilophosaurus                                               |
|  |                                                             |
|  | Averostra                                                   |
|  |                                                             |

|  | Dilophosaurus |
|  |               |
|  | Averostra     |
|  |               |

|  | Lucianovenator                                                             |
|  |                                                                            |
|  | Pendraig                                                                   |
|  |                                                                            |
|  | Powellvenator                                                              |
|  |                                                                            |
|  | \| \| "Syntarsus" kayentakatae \| \| \| \| \| \| Coelophysidae \| \| \| \| |
|  |                                                                            |
|  | "Syntarsus" kayentakatae                                                   |
|  |                                                                            |
|  | Coelophysidae                                                              |
|  |                                                                            |

|  | "Syntarsus" kayentakatae |
|  |                          |
|  | Coelophysidae            |
|  |                          |

|  | Lucianovenator                                                             |
|  |                                                                            |
|  | Pendraig                                                                   |
|  |                                                                            |
|  | Powellvenator                                                              |
|  |                                                                            |
|  | \| \| "Syntarsus" kayentakatae \| \| \| \| \| \| Coelophysidae \| \| \| \| |
|  |                                                                            |
|  | "Syntarsus" kayentakatae                                                   |
|  |                                                                            |
|  | Coelophysidae                                                              |
|  |                                                                            |

|  | "Syntarsus" kayentakatae |
|  |                          |
|  | Coelophysidae            |
|  |                          |

|  | Zupaysaurus                                                 |
|  |                                                             |
|  | \| \| Dilophosaurus \| \| \| \| \| \| Averostra \| \| \| \| |
|  |                                                             |
|  | Dilophosaurus                                               |
|  |                                                             |
|  | Averostra                                                   |
|  |                                                             |

|  | Dilophosaurus |
|  |               |
|  | Averostra     |
|  |               |

|  | Zupaysaurus                                                 |
|  |                                                             |
|  | \| \| Dilophosaurus \| \| \| \| \| \| Averostra \| \| \| \| |
|  |                                                             |
|  | Dilophosaurus                                               |
|  |                                                             |
|  | Averostra                                                   |
|  |                                                             |

|  | Dilophosaurus |
|  |               |
|  | Averostra     |
|  |               |

|  | Lucianovenator                                                             |
|  |                                                                            |
|  | Pendraig                                                                   |
|  |                                                                            |
|  | Powellvenator                                                              |
|  |                                                                            |
|  | \| \| "Syntarsus" kayentakatae \| \| \| \| \| \| Coelophysidae \| \| \| \| |
|  |                                                                            |
|  | "Syntarsus" kayentakatae                                                   |
|  |                                                                            |
|  | Coelophysidae                                                              |
|  |                                                                            |

|  | "Syntarsus" kayentakatae |
|  |                          |
|  | Coelophysidae            |
|  |                          |

|  | Lucianovenator                                                             |
|  |                                                                            |
|  | Pendraig                                                                   |
|  |                                                                            |
|  | Powellvenator                                                              |
|  |                                                                            |
|  | \| \| "Syntarsus" kayentakatae \| \| \| \| \| \| Coelophysidae \| \| \| \| |
|  |                                                                            |
|  | "Syntarsus" kayentakatae                                                   |
|  |                                                                            |
|  | Coelophysidae                                                              |
|  |                                                                            |

|  | "Syntarsus" kayentakatae |
|  |                          |
|  | Coelophysidae            |
|  |                          |

## Палеоэкология

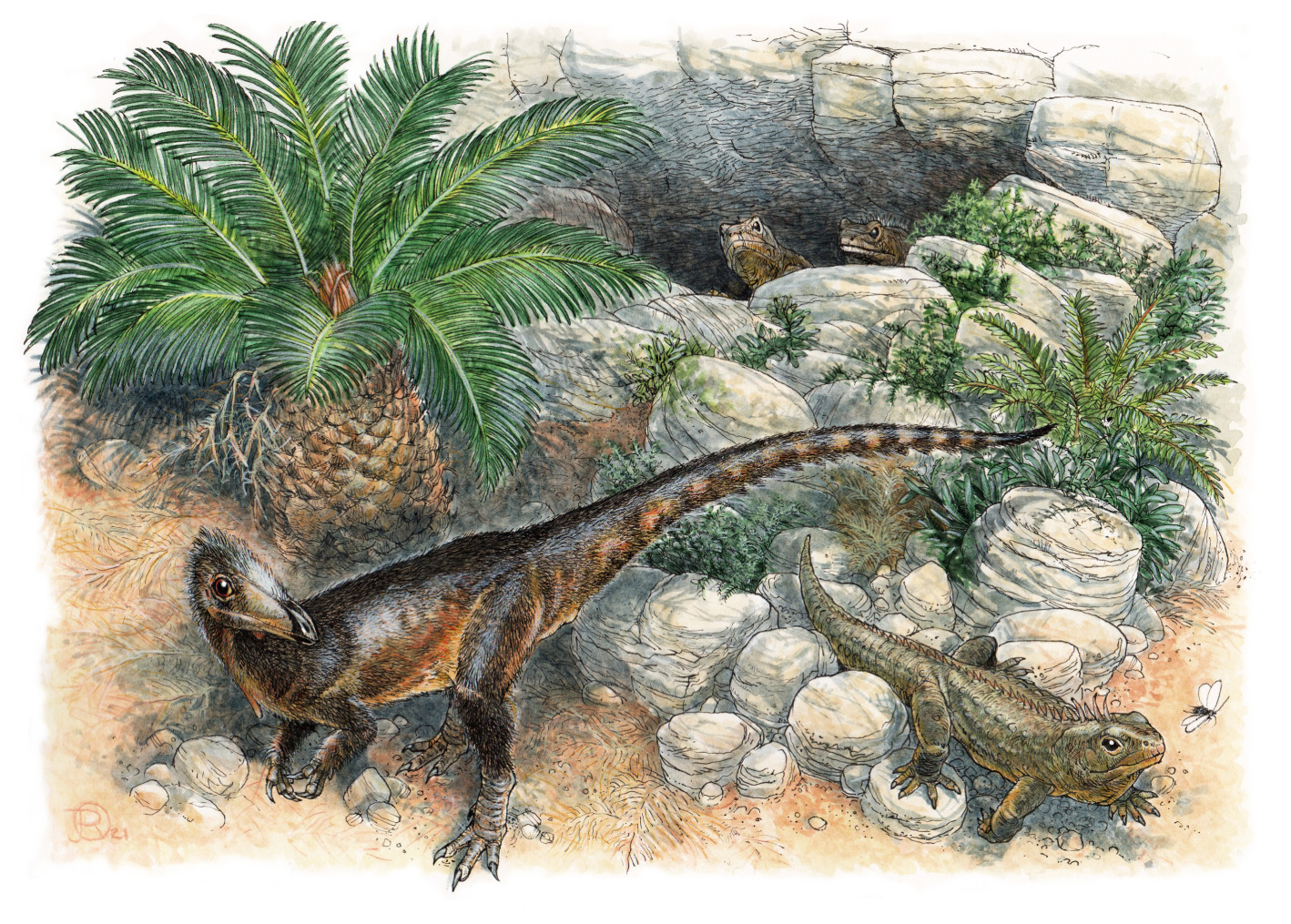
Реконструкция Pendraig milnerae в его естественной среде обитания; рядом изображены клювоголовые Clevosaurus cambrica

Среди фаун позднетриасовых и раннеюрских отложений юго-западной Англии и южного Уэльса архозавры представлены этозаврами, фитозаврами, псевдозухиями, крокодиломорфами, завроподоморфными и тероподовыми динозаврами, многие из которых официально ещё не описаны. Одна из тероподовых групп — целофизоиды характеризуются лезвиеобразными зубами верхнечелюстной кости и немезиальными зубами зубной кости, что указывает на преимущественно плотоядную диету для этих таксонов. Палеонтологи предполагают, что у P. milnerae были похожие зубы и диета, несмотря на то, что остатки черепа данного динозавра не обнаружены.
Pendraig milnerae представляет собой второго хищника, известного из карьера Pant-y-ffynnon, в дополнение к уже описанному ранее крокодиломорфу Terrestrisuchus gracilis. Другие вероятные хищники, известные из юго-западной Англии и южного Уэльса, были также небольшими: похожие на Terrestrisuchus неидентифицированные крокодиломорфы из карьеров Кромхолл и Рутин, динозавриформ «Agnosphytis cromhallensis» из карьера Кромхолл, а также полуводный Paleosaurus platyodon. Остатки значительно более крупного растительноядного завроподоморфа Thecodontosaurus antiquus сохранились в отложениях местонахождений Дурдхэм-Даун и Тайтерингтон, из карьера Pant-y-ffynnon известен завроподоморф Pantydraco caducus, который значительно меньше T. antiquus. В настоящее время неясно, превышали ли хищники Южного Уэльса размеры P. milnerae и T. gracilis. Исследователи предполагаю, что плотоядные более крупного размера в этой экосистеме еще не обнаружены (или вовсе не сохранились) по причине тафономических факторов.